# Urundaneo
Urundaneo är en ort i Mexiko.   Den ligger i kommunen Chucándiro och delstaten Michoacán de Ocampo, i den södra delen av landet, 240 km väster om huvudstaden Mexico City. Urundaneo ligger 2 141 meter över havet och antalet invånare är 271.
Terrängen runt Urundaneo är kuperad norrut, men söderut är den platt. Runt Urundaneo är det tätbefolkat, med 493 invånare per kvadratkilometer. Närmaste större samhälle är Conjunto Habitacional Villas del Pedregal, 18,7 km söder om Urundaneo. I omgivningarna runt Urundaneo växer huvudsakligen savannskog.